# پریوش سطوتی
پریوش سطوتی (زادهٔ ۱۳۱۱ – درگذشتهٔ ۱ اسفند ۱۴۰۰) همسر حسین فاطمی، وزیر خارجهٔ کابینه محمد مصدق و دختر سرهنگ سطوتی بود. خواهر وی، منیژه سطوتی، همسر مهدی رحیمی است.
او در ۱ اسفند ۱۴۰۰ در بیمارستان سنت‌مری لندن، در سن ۸۹ سالگی و براثر کهولت سن درگذشت.

## دیدار با احمدی‌نژاد
در آغاز سال ۱۳۸۸ خورشیدی (چند ماه قبل از انتخابات) پریوش سطوتی با محمود احمدی‌نژاد دیدار کرد.او در این دیدار دفترچه خاطرات حسین فاطمی را  به محمود احمدی نژاد هدیه داد. طبق گفته محمود احمدی نژاد قرار بود این دفترچه به عنوان سند در اختیار مورخان قرار گیرد که تاکنون محقق نشده است.

## دستگیری و اخراج از ایران
پریوش سطوتی در ۱۳ اردیبهشت ۱۳۹۰ در ایران دستگیر و در ۳۱ اردیبهشت با قید وثیقه آزاد شد و ایران را ترک کرد.
به گفته محمود احمدی‌نژاد، وی به دلیل عدم پذیرش خواسته حداد عادل برای مخالفت با دولت دهم، و نشان دادن عکس دستبوسی حداد عادل از فرح پهلوی به مدت ۲۶ روز زندان و سپس از کشور اخراج شد.